# Medsafe
Medsafeとはニュージーランド保健省配下の医療規制機関であり、1981年医薬品法（Medicines Act 1981）および1984年医薬品規制法（Medicines Regulations 1984）に基づく。
Medsafeのオフィスは2拠点にあり、それぞれおよそ60人のスタッフを抱えている。本部は首都ウェリントンに置かれ、中央集権方式にて製品認可業務と標準化業務が行われている。捜査および出入国管理の業務はオークランド支部が担っている。